# Europees kampioenschap
Een Europees kampioenschap is een – vaak meerdaagse – competitie waarbij, vaak binnen verschillende disciplines en soms over verschillende disciplines heen (zoals bij schaatsen), deelnemers elkaar bestrijden. De deelnemer die alle andere mededingers heeft verslagen wordt Europees kampioen genoemd. De afkorting daarvan is EK.
Van een Europees kampioenschap is sprake zodra één titel op het spel staat, zoals bij het EK voetbal, van Europese kampioenschappen zodra om meerdere titels wordt gestreden, zoals bij het EK atletiek en het EK zwemmen.
De frequentie waarmee Europese kampioenschappen gehouden worden varieert per sport. Zo worden de EK schaatsen jaarlijks georganiseerd, terwijl het EK voetbal eens in de vier jaar wordt gehouden.
In enkele sporten, zoals boksen,  wordt het kampioenschap beslist in een tweestrijd tussen de regerende kampioen en een uitdager, aangeduid volgens de reglementen van de sportbond.
In 2018 werden voor de eerste maal de Europese Kampioenschappen georganiseerd, een multisportevenement waarbij gestreden wordt voor het Europees kampioenschap in zeven verschillende sporten.

## Voorbeelden van Europese kampioenschappen
- Europees kampioenschap American football
- Europese kampioenschappen atletiek
  - Europees kampioenschap marathon
- Europese kampioenschappen badminton
- Europees kampioenschap badminton voor gemengde teams
- Biljarten
  - Europees kampioenschap bandstoten
  - Europees kampioenschap driebanden
  - Europees kampioenschap snooker
- Europese kampioenschappen beachvolleybal
- Europese kampioenschappen boogschieten
  - Europese kampioenschappen boogschieten (outdoor)
  - Europese kampioenschappen boogschieten (indoor)
  - Europese kampioenschappen boogschieten (veld)
- Europees kampioenschap bowlen
- Europees kampioenschap dammen
- Europese kampioenschappen darts
- Europees kampioenschap futsal
- Europees kampioenschap handbal mannen / vrouwen
- Europees kampioenschap hockey mannen / vrouwen
- Europees kampioenschap honkbal
- Europees kampioenschap ijshockey
- Europees kampioenschap korfbal
- Europese kampioenschappen kunstschaatsen
- Paardrijden
  - Europees kampioenschap dressuur
- Europees kampioenschap quizzen
- Europese kampioenschappen schaatsen
- Europees kampioenschap schaken
- Europese kampioenschappen schermen
- Europese kampioenschappen shorttrack
- Europees kampioenschap tafeltennis
- Europees kampioenschap voetbal mannen
  - Europees kampioenschap voetbal mannen onder 17
  - Europees kampioenschap voetbal mannen onder 19
  - Europees kampioenschap voetbal onder 21
- Europees kampioenschap voetbal vrouwen
- Europees kampioenschap volleybal
  - Europees kampioenschap volleybal mannen
  - Europees kampioenschap volleybal vrouwen
- Europees kampioenschap waterpolo
- Europees kampioenschap wielrennen
- Europees kampioenschap wegrace
- Europese kampioenschappen zwemmen